# Sankt Florian am Inn
Sankt Florian am Inn é um município da Áustria localizado no distrito de Schärding, no estado de Alta Áustria.